# پورتو لیبرتادور
پورتو لیبرتادور (به اسپانیایی: Puerto Libertador) یک سکونتگاه مسکونی در کلمبیا است که در بخش کوردوبا واقع شده‌است.